# پورتراش
پورتراش (به انگلیسی: Portrush) یک منطقهٔ مسکونی در بریتانیا است که در شهرستان انتریم واقع شده‌است. پورتراش ۶٬۴۵۴ نفر جمعیت دارد.